# Nikos Frusos
Nikos Frusos, właśc. Nikolaos Frusos (ur. 29 kwietnia 1974 w Kiparissie) – grecki piłkarz, występujący na pozycji napastnika.

## Kariera
Początki kariery Frusosa sięgają 1992 roku, kiedy występował w drużynie AO Ionikos. W swoim pierwszym sezonie zagrał 8 meczów w pierwszej drużynie, nie zdobywając żadnej bramki. Jego kariera nabrała tempa dopiero w późniejszych latach. Frusos odszedł z Ionikosu w 1999 roku, mając na koncie aż 190 występów i 59 zdobytych bramek. Napastnik zdecydował się przejść do innego greckiego klubu, PAOK FC. W 2003 roku, po trzech sezonach spędzonych w PAOK-u, gracz wrócił do dawnej drużyny. Frusos spędził ponownie jeden sezon w barwach Ionikosu, po czym w 2004 roku wyjechał do Cypru, podpisując kontrakt z Anorthosisem.

## Sukcesy
- Mistrzostwo Cypru z Anorthosisem – 2005, 2008
- Puchar Cypru z Anorthosisem – 2007
- Puchar Grecji z PAOK-iem Saloniki – 2001, 2003